# 한이빨땃쥐쥐
한이빨땃쥐쥐(Pseudohydromys ellermani)는 쥐과에 속하는 설치류의 일종이다. 서파푸아와 인도네시아, 파푸아뉴기니의 해발 1,200~3,000m 지역에서 발견된다. 근연종은 저먼한이빨이끼쥐(P. germani)이다.